# Leptinotarsa
Leptinotarsa  (лат.) — род жуков-листоедов из подсемейства хризомелины. Самым известным представителем группы является опасный вредитель картофеля — колорадский жук.

## Описание

### Личинка
Личиночная стадия состоит из трёх — четырёх возрастов. Тело сильно выпуклое с дорсальной стороны и плоское с вентральной, длиной от 2,5 до 9,0 мм. Голова имеет только первичные щетинки. Верхняя губа с маленьким зубчиком на каждой стороне срединной выемки. На заднем крае переднеспинки имеются единичные щетинки. Средне- и заднеспинка состоят из явственного крылового склерита, несущим короткие щетинки, 2-х посттергальных склеритов, несущими по одной щетинке каждый, и следов претергальных склеритов. Эпиплевральные грудные склериты покрыты многочисленными крепкими щетинками. Тергальные склериты 1 — 7-го сегментов брюшка отсутствуют, на их месте имеются лишь очень короткие отдельные щетинки. Стигмы брюшных сегментов окружены бугровидно приподнятым стигмальным склеритом; эпиплевральные склериты довольно крупные, с несколькими щетинками; вентроплевральные склериты гораздо меньше, с двумя щетинками. Стерниты груди и брюшка с одним непарным срединным склеритом, несущим 4 — 6 щетинок, по бокам от него имеются ещё 5 — 8 щетинок, которые на последних сегментах разбиваются на две группы. Тергиты 8-го и 9-го сегментов брюшка имеют по одному непарному склериту, несущие на заднем крае крепкие щетинки. Коготки с крупным зубцом при основании.

### Куколка
Окукливание, как правило, происходит в почве или подстилке. Средний размер около 10 мм. Цвет от кремово-белых до желтоватых оттенков. Пигментация имеется в области дыхалец.

### Имаго
Тело длиной от 7 до 18 мм длиной и от 5 до 11 мм шириной; широко-овальное, выпуклое.
Загнутая вниз голова входит в переднегрудь до глаз. Усики 11-члениковые; третий членик в два раза длиннее второго. Жвалы короткие, толстые, туповершинные. Максиллярные щупики состоят из 4 сегментов (вершинный членик нижнечелюстных щупиков короче предшествующего).
Пронотум шире головы со слегка изогнутыми боковыми краями. Передние тазиковые впадины открытые. Щиток треугольный.
Ноги средних размеров. Бёдра слегка утолщённые. Голень расширяется к вершине. Коготки свободные от основания. Надкрылья овальные или продолговато овальные; шире, чем у края переднеспинки. Перед вершиной внутреннего края эпиплевр надкрылий имеется ряд волосков. Пять видимых стернитов имеют лёгкое опушение. Пенис изогнутый, цилиндрический; скрыт под надкрыльями. Половой диморфизм выражен: у некоторых видов небеременные самки слегка больше самцов; беременные — всегда значительно крупнее у всех видов.
Окраска очень сильно варьирует: от одноцветной до яркой с пятнами и полосами, с металлическим блеском или без него.

## Биология и образ жизни
Основой пищевой базы личинкам и взрослым насекомым служат растения из семейства Паслёновые, но есть и исключения. Так, растением-хозяином для Leptinotarsa lineolata являются представители рода Амброзия. Из-за пищевого рациона у некоторых представителей рода в гемолимфе синтезируется лептинотарсин — токсин схожий с диамфотоксином, выделяемым южноафриканскими листоедами рода Diamphidia.
Природными врагами для яиц и личинок представителей рода являются некоторые жужелицы, божьи коровки и настоящие щитники. Под надкрыльями некоторых видов Leptinotarsa паразитируют тромбидиформные клещи Chrysomelobia labidomerae.
Несмотря на то, что многие представители рода являются сельскохозяйственными вредителями, Leptinotarsa juncta можно использовать для борьбы с сорняком Solanum carolinense.

## Распространение
Род происходит из западного полушария. Естественный ареал простирается от юго-запада США до Перу и Бразилии. Наиболее богата видами Мексика (29 видов). Из-за распространения картофеля и других паслёновых некоторые виды попали в Европу и Азию.

## Таксономия

### История описания
Впервые название Leptinotarsa было упомянуто Огюстом Шеврола в каталоге Пьера Дежана, представляющим собой список наименований без описания. Но все шесть перечисленных видов рода получили статус «nomen dubium». В 1843 году название было ещё раз упомянуто Альсидом д’Орбиньи, но снова без кого-либо описания. Первая сто́ящая публикация о Leptinotarsa принадлежит Карлу Столю (1858 год), где он включил в род 9 видов без обозначения типового. В 1860 году Виктор Мочульский назначил Leptinotarsa heydeni типовым видом..
Статус «nomen nudum» получили 4 вида Polygramma, также перечисленные у Пьера Дежана. В списке P. decemlineata был синонимом P. juncta и считался типовым видом. Такой же статус получил род Myocoryna из перечня Дежана.

### Список видов
На данный момент в роде насчитывается более 40 видов.

Синонимы, обозначенные символом «♠», взяты из книги Жака Ричарда «The Potato Beetles: The Genus Leptinotarsa in North America (Coleoptera, Chrysomelidae)»

Синонимы, обозначенные символом «♥», взяты по данным сайта Pests and Diseases Image Library

#### B
1. Leptinotarsa behrensi Harold, 1877
2. Leptinotarsa belti Stål, 1858
3. Leptinotarsa boucardi Achard, 1923

#### C
1. Leptinotarsa cacica Stål, 1858
2. Leptinotarsa calceata Stål, 1858
3. Leptinotarsa chalcospila Stål, 1858
4. Leptinotarsa collinsi Wilcox, 1972

#### D
1. Leptinotarsa decemlineata (Say), 1824 — Колорадский картофельный жук
2. Leptinotarsa defecta (Stål), 1859
  - syn. Chrysomela defect (Stål), 1859 ♥
  - syn. Myocoryna defecta Stål, 1859 ♠ ♥
3. Leptinotarsa dilecta Stål, 1860
4. Leptinotarsa dohrini Jacoby, 1883

#### E
1. Leptinotarsa evanescens Stål, 1858

#### F
1. Leptinotarsa flavitarsis Stål, 1858

#### H
1. Leptinotarsa haldemani (Rogers), 1856
2. Leptinotarsa heydeni Stål, 1858 typus
3. Leptinotarsa hogei Jacoby, 1883

#### J
1. Leptinotarsa juncta (Germar), 1824 — Ложный картофельный жук

#### L
1. Leptinotarsa lacerata Stål, 1858
2. Leptinotarsa lineolata (Stål), 1863
  - syn. Chrysomela lineolata Stål, 1863 ♠
3. Leptinotarsa litigiosa Stål, 1858

#### M
1. Leptinotarsa melanothorax (Stål), 1859
2. Leptinotarsa modesta Jacoby, 1883
3. Leptinotarsa multilineata (Stål), 1859
  - syn. Myocoryna multilineata Stål, 1859 ♠

#### N
1. Leptinotarsa nitidicollis Stål, 1860
2. Leptinotarsa novemlineata Stål, 1860

#### O
1. Leptinotarsa obliterata Stål, 1858

#### P
1. Leptinotarsa peninsularis (Horn), 1894
2. Leptinotarsa pudica Stål, 1860
3. Leptinotarsa puncticollis Jacoby, 1883

#### R
1. Leptinotarsa rubiginosa (Rogers), 1856

#### S
1. Leptinotarsa signatipennis Baly[англ.], 1858
2. Leptinotarsa similis Bowditch, 1911
3. Leptinotarsa stali Jacoby, 1883

#### T
1. Leptinotarsa texana (Schaeffer), 1906
2. Leptinotarsa tlascalana Stål, 1858
3. Leptinotarsa tumamoca Tower, 1918
4. Leptinotarsa typographica Jacoby, 1891

#### U
1. Leptinotarsa undecemlineata (Stål), 1858

#### V
1. Leptinotarsa violascens (Stål), 1859
2. Leptinotarsa virgulata Achard, 1923
3. Leptinotarsa vittata Baly[англ.], 1858

#### Z
1. Leptinotarsa zetterstedti Stål, 1859